# Bulgarii din Serbia

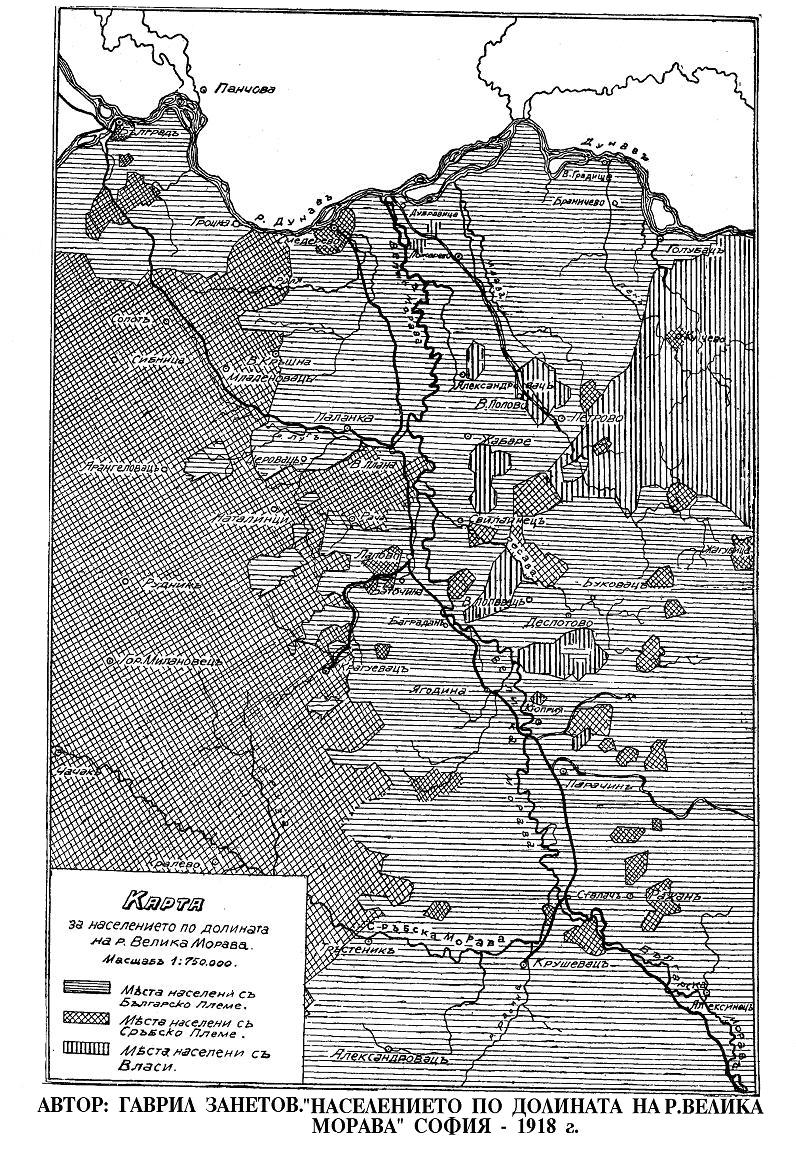
Harta etnică a Pomoraviei în 1918

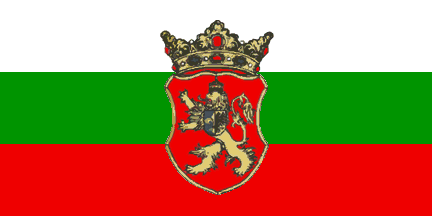
Steagul bulgarilor din Serbia

Numărul bulgarilor din Serbia este de 18.543, potrivit unui recensământ efectuat în 2011.  împărțiți în două comunități: Șopluk (din zona Pomoravia) și regiunea Banat (în Banatul Sârbesc , Voivodina ). Numărul de persoane identificate ca bulgari în Serbia în 2002 este de 20 497  . 

## Zone locuite

### În Serbia centrală
Numărul de persoane cu conștiință de sine în Serbia Centrală este de 18.839 persoane. Cea mai mare parte a populației bulgare trăiește în comunele cu majoritate bulgară Bosilegrad și Dimitrovgrad - un total de 12.873 de bulgari.  Majoritatea populației din Serbia de Est este de origine bulgară, dar din cauza politicii sale serioase de sârbizare, comunitatea și-a pierdut conștiința de sine a bulgară. 

### În Voivodina
Numărul de bulgari în Provincia Autonomă Voivodina este de 1658 de persoane (în 2002): 
- Ivanovo : 307 (27,14%);
- Belo Blato : 128 (8,66%);
- Modoș : 29 (0,97%).

## Date demografice
| Anul recensământului </br> din populația din Serbia | 1948   | 1953   | 1961   | 1971   | 1981   | 1991   | 2002   | 2011   |
| --------------------------------------------------- | ------ | ------ | ------ | ------ | ------ | ------ | ------ | ------ |
| Definirea limbii bulgare ca limba maternă           | //     | 59 166 | //     | 49 942 | 35 269 | 25 408 | 16 459 | 13 337 |
| S-au identificat ca bulgari                         | 59 472 | 60 146 | 58 494 | 53 800 | 33 455 | 26 698 | 20 497 | 18 543 |

## Cultură
Asociațiile bulgare sunt: Societatea Culturală Bulgară din nord-estul Serbiei "Zornița" - Veliki Yasenovac (din 2004), Societatea Culturală Bulgară "Trandafer" - Belo Blato (din 1999), Asociația Obștească Tsaribrod din Nis, Bulgari "DSB" - Bosilegrad (din 1990), Partidul Democrat al Bulgarilor "DSP" - Tsaribrod (din 2007), Societatea pentru Limba, Literatura si Cultura Bulgara - Novi Sad 2002), cultural și educațional al Societății bulgari bănățeni catolici "Ivanovo 1868" - v . Yves nou (2001), Matica de bulgari din Serbia - Bosilegrad (2003), Consiliul Național al minorității naționale bulgare din Serbia - Dimitrovgrad (2003), Partidul bulgari din Serbia "PBS" - Dimitrovgrad (2007) Asociația Prietenia sârbo-bulgară Rila- Niș (din 2004), Comitetul Helsinki pentru protecția drepturilor și libertăților bulgarilor din Iugoslavia - Tsaribrod (din 1997), Solidaritatea Socialistă - Tsaribrod (din 1996). 
Mass-media tipărit
Redacțiile presă bulgare sunt: ziarul Bratstvo - Niș, revista Bulletin - Bosilegrad (din 1998). 
Mass-media online
Buletine electronice bulgare sunt: Monitor - știri TV în limba bulgară la TV "ART" - Niș (din 2008), Radio Bosilegrad - Bosilegrad (din 1997), Niș Radio cu transmisie Niș, Radio Tsaribrod la Centrul pentru cultură a municipiului Tsaribrod, Televiziunea Tsaribrod la Centrul de Cultură al Municipalității din Dimitrovgrad. 
Asociații culturale
Asociațiile culturale bulgare sunt: Centrul Cultural  Derekul - sat Zvonți (din 2004), Centrul Cultural și de Informare al Minorității Bulgare "Bosilegrad" - Bosilegrad (din 1999), Centrul Cultural și de Informare al Minorității Bulgare "Tsaribrod" - Tsaribrod din 1998), Biblioteca Națională "Detko Petrov" - Tsaribrod, Biblioteca Națională "Hristo Botev" - Bosilegrad. 
Școli
Școlile bulgare sunt: Școala duminicală bulgară - satul Belo Blato (din 2000), Școala generală - Bosilegrad, "Sf. Chiril și Metodiu " - Tsaribrod, Școala primară" Mosa Pijade "cu curs în limba bulgară - satul Ivanovo (din 2005), Școala primară" Bratstvo "  Zontsi, Școala primară Georgi Dimitrov - Bosilegrad, Școala primară "Sveti Sava"  Bozhitsa , Școala primară Hristo Botev - Tsaribrod. 